# Sphegina rufiventris
Sphegina rufiventris là một loài ruồi trong họ Ruồi giả ong (Syrphidae). Loài này được Loew mô tả khoa học đầu tiên năm 1863. Sphegina rufiventris phân bố ở miền Tân bắc